# テクニカルサポート

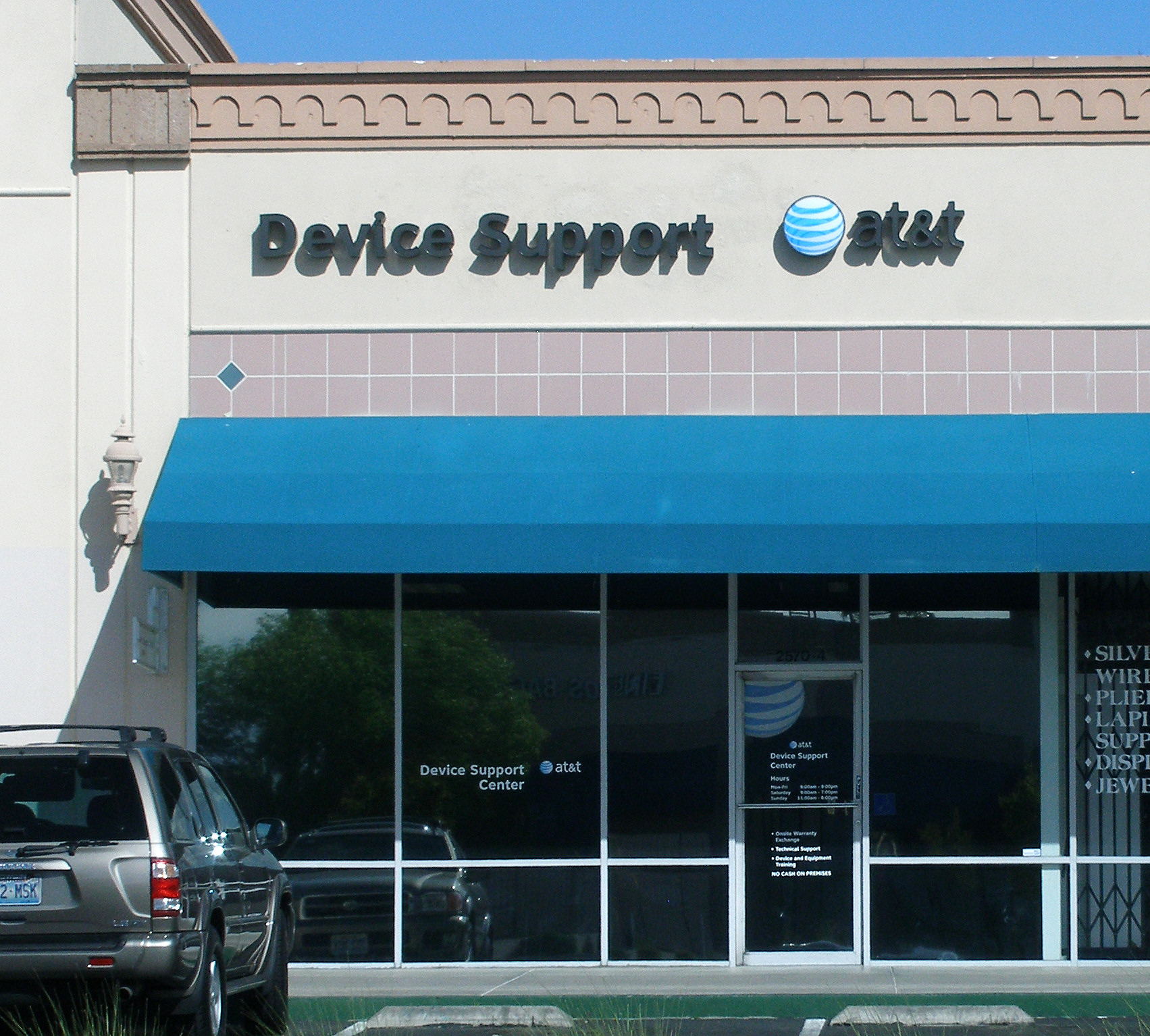
AT＆T Mobilityは以前、デバイスサポートセンターから一部の携帯電話のテクニカルサポートを提供していた。

テクニカルサポート（英: Technical support）または技術サポート、技術支援は、多くの場合テックサポート、またはテクサポと略され、組織・団体がテクノロジー製品・サービスのユーザーに提供するカスタマーサービスのことを指す。一般に、テクニカルサポートは、製品のトレーニング、プロビジョニング、カスタマイズ、またはその他のサポートサービスを提供するのではなく、製品またはサービスの特定の問題に関する支援を提供する。ほとんどの企業は、販売する製品・サービスのテクニカルサポートを提供しており、費用はあらかじめ売価に含めているか、追加で料金を請求する。テクニカルサポートは、電話、電子メール、チャット、ウェブサイト、ユーザーがインシデントを記録できるツールなどによって提供される。大規模な組織では、従業員がコンピューター関連の問題の解決に社内のテクニカルサポートを利用できることがある。インターネットは、ヘビーユーザーが問題の解決策を自分で見つけることができる、無料のテクニカルサポートの役割を果たす。 一部の有料サービス会社は、プレミアムテクニカルサポートサービスを有料で提供している。
通常のテクニカルサポートは、顧客の問題を俯瞰してプロアクティブに解決策を提示する形式ではなく、顧客の一問一答形式の課題に回答する形式を取る。

## サポート範囲
テクニカルサポートは、状況に応じてさまざまなテクノロジーによって提供される。たとえば、一問一答の質問には、電話、SMS、オンラインチャット、サポートフォーラム、電子メール、またはファックスを使う。基本的なソフトウェアの問題は、電話またはリモートアクセスによる修復サービスが使われる。ハードウェアに関するより複雑な問題は、直接対処することもある。

## テクニカル

### 受電
この種類のテクニカルサポートは、サービス業界では非常に一般的である。 "タイム・アンド・マテリアル"（T＆M）ITサポートとも呼ばれる。顧客は物品（ハードドライブ、メモリ、コンピューター、デジタルデバイスなど）の料金を支払い、問題が発生した場合は事前に合意している料金に基づいて技術者にサポート料金を支払う。

### 事前購入
事前購入では、クライアントはあらかじめ合意した価格で何時間も前もって時間を購入できる。一般的には時間単価の値引きが行われるが、値引きがないケースや最低料金を課金するケースもある。通常は、顧客が月単位または年単位でサポート時間をあらかじめ購入しておくことで、事務処理や複数の請求書の支払いの手間をかけずに、サポートを得ることができる。

### マネージドサービス
マネージドサービスとは、明確に定義されたサービスのリストに基づき、定額料金で明確に定義された "応答時間と解決時間" のサービスを企業が受ける形式である。サーバーの24時間年中無休の監視、毎日のコンピューターの問題に対する24時間年中無休のヘルプデスクサポート、問題をリモートで解決できない場合の技術者によるオンサイト訪問などがこれにあたる。一部の企業は、プロジェクト管理、バックアップと災害復旧、ベンダー管理などの追加サービスも月額で提供する。この種類のテクニカルサポートを提供する会社は、マネージドサービスプロバイダーと呼ばれる。

### クラウドソーシングによるテクニカルサポート
多くの企業や組織は、製品を利用するユーザーが対話できるディスカッション掲示板を提供している。このようなフォーラムにより、企業は顧客からのフィードバックを受けつつ、サポートコストを削減できる。

## セルフヘルプ (自助)
ほとんどすべてのメーカーやサービス提供者は、ユーザーにテクニカルサポートの無料オンラインライブラリを提供している。これらはユーザーにステップバイステップで解決策を伝えて自分で解決してもらうための巨大なデータベースである。また、解決策を動画で提供する方法も徐々に広まってきている。

## アウトソーシング
テクノロジーの使用の増加に伴い、テクニカルサポートを提供する必要性がどんどん高まっている。多くの組織は、テクニカルサポート部門またはコールセンターを低コストの国または地域に配置している。デルは、2001年にテクニカルサポートおよびカスタマーサービス部門をインドにアウトソーシングした最初の企業の1つである。 テクニカルサポート提供を専門とする企業も成長している。これらは、MSP（マネージドサービスプロバイダー）と呼ばれる。
テクニカルサポートを提供する企業は、アウトソーシングを活用することで、サービスを高い可用性で運営できる。日中に通話量のピークが来たり、新製品やメンテナンスサービスパックの導入開始によるサポートコールの増加、そして低コストで高レベルのサービスを顧客に提供する場合に、アウトソーシングを活用することで、従業員は本来の仕事に集中することができる。

## 多層テクニカルサポート
テクニカルサポートは、ビジネスまたは顧客ベースにより良いサービスを提供するために、多くの場合、層またはレベルに分かれている。テクニカルサポート部門のレベル数は、企業のニーズによって異なる。 1層のサポート部門ではなく多層のサポート部門に分ける理由は、最も効率良く最高のサービスを提供するためだ。多層サポート部門では、技術者が各層の責任範囲、顧客への応答時間の許容範囲、問題を適切にエスカレーションするタイミングとレベルを理解することが重要となる。 一般的なサポート部門では、3層のテクニカルサポートシステムを中心に展開される。

### Tier 0
Tier 0（またはセルフヘルプ）は、Wiki、チャットボット、仮想デジタルアシスタント、よくある質問集などの形式であり、ユーザーはヘルプデスクに連絡しなくても、自分で情報を探して解決することになる。

### Tier 1
Tier I（またはレベル1、略してT1またはL1）は、基本的な問題を担当する最初のサポートレベルである。ファーストラインサポート、レベル1サポート、フロントエンドサポート、サポートライン1、基本レベルのテクニカルサポートとも呼ばれる。 Tier I担当者の仕事は、顧客の情報を収集し、症状を分析して根本的な問題を把握することにより、顧客の問題を特定することである。 症状を分析するときは、「問題ではなく症状を解決しようとする」ことに時間を浪費しないように、顧客が何を達成しようとしているのかをサポート技術者が特定することが重要である。
このレベルでは、エンドユーザーからできるだけ多くの情報を収集する必要がある。収集すべき情報としては、コンピューターシステム名、画面名、レポート名、画面に表示されるエラーや警告メッセージの内容、ログファイル、スクリーンショット、エンドユーザーが使用しているデータ、エンドユーザーが行った手順などがある。これらの情報は、問題追跡システムに記録される。これらの情報は、症状を分析しな問題が特定されると、サポート担当者は当てはまりそうな解決策の分類を始める。このレベルのテクニカルサポート担当者は、通常、知識管理ツールを使用して単純な問題を処理する。 物理的な問題の確認、ユーザー名とパスワード問題の解決、ソフトウェアアプリケーションの基本的なアンインストール/再インストール、適切なハードウェアとソフトウェアのセットアップの確認、アプリケーションメニューの使い方の支援などのトラブルシューティング等が該当する。このレベルの担当者は、製品やサービスの基礎について一般的な理解をしており、複雑な問題を解決するだけの知識と経験があるとは限らない。 このレベルの部門の目標は、問題をより高いレベルにエスカレーションする前に、ユーザーの問題の70〜80％を処理することである。
銀行業界、クレジットカード業界、携帯電話業界などでは、第1レベルのサポートは、長時間（または24時間年中無休）稼働するコールセンターとなっている場合がある。このコールセンターは、ユーザーリクエストの入り口となり、必要に応じて、他のビジネス部門にユーザーリクエストを転送するインシデントを作成する（盗難にあったクレジットカードや携帯電話の使用をブロックするなど）。小売/卸売業界では、 第1レベルのサポートには、技術情報ではなく、製品や契約条件の知識が必要となる。

### Tier 2
Tier II（またはレベル2、略してT2またはL2）は、Tier Iよりも高度なテクニカルサポートレベルであるため、技術者は製品やサービスについてより多くの経験と知識を持っており、コストが高くなる。レベル2サポート、サポートライン2、管理レベルサポートなどとも呼ばれる。レベル2サポートの技術者は、Tier Iの担当者が基本的な技術的問題を解決するのを支援し、問題の妥当性を確認し、これらのより複雑な問題に関連する既知の解決策を探すことによって、高度な問題を調査する。 ただし、トラブルシューティングプロセスに入る前に、技術者がTier I技術者の作業指示書を確認して、すでに達成したこと、Tier I技術者が顧客とどのくらいの期間作業しているかを確認することが重要である。これにより、Tier II 技術者はトラブルシューティングプロセスに優先順位を付け、時間を適切に管理し、顧客と自社の両方のニーズを満たせるようにする。
このチームは、試して効果がなかったプログラムやアプリケーションの名前、データベース関連の詳細（テーブル名、ビュー名、パッケージ名など）、またはAPI（アプリケーションプログラミングインターフェイス）名などの情報を収集する必要がある。これらの詳細は、Tier III のサポートにエスカレーションする際にも役立つ。
扱っている問題が新規で、このグループの担当者が解決できない場合は、この問題をTier III テクニカルサポート部門にエスカレーションすることになる。その場合、経験と知識が豊富な技術者が、困難な問題の複雑さを確実に解決するために、決められたトラブルシューティングソリューションを実行することになる。これには、現場でのインストールやハードウェア機器の交換、ソフトウェアの修復、診断テスト、トラブルシューティングと解決策の発見のためのリモート制御ツールの利用などが挙げられる。

### Tier 3
Tier III（またはレベル3、T3またはL3と略される）は、最も困難または高度な問題の処理を担当する3層のテクニカルサポートモデルの最上位のサポート部門である。これは、レベル3サポート、サードラインサポート、バックエンドサポート、サポートライン3、ハイエンドサポートなどとも呼ばれる。Tier III 技術者は各分野の専門家であり、TierIとTierIIの両方の担当者を支援するだけでなく、新しい問題または未知の問題の解決策の研究開発を担当する。 Tier IIIの技術者は、Tier IIの技術者と同様、既存の作業指示書を確認し、顧客と既に費やした時間を評価して、作業に優先順位を付ける。 場合によってはTier III 技術者が顧客と直接問題の解決に取り組むこともある。新しい問題が発生した場合、Tier III担当者は最初に問題を根本解決するか回避策を取るのか等を判断する必要がある。場合によっては、顧客の連絡先情報が必要になる場合がある。 開発経験があったり製品のコードやバックエンドの知識がある技術がTier3サポート担当者になるのが一般的である。
このTier3チームは、Tier1とTier2のサポート部門が取得した情報を使用しながらコードとデータを分析する。
場合によっては、問題が非常に複雑になり、製品を修復できず、交換する必要が生じることがある。この手の大きな問題は、詳細な分析のために開発元にも報告される。問題を解決できると判断された場合、このグループは1つ以上のアクションを設計・開発し、テストケース環境で各アクションを評価し、問題に対する最善の解決策を実装する責任がある。 解決策が検証できる、顧客に提供されると同時に、将来のトラブルシューティングと分析に利用できるようになる。

### Tier 4
一般的に用意されているわけではないが、第4レベルは、組織を超えたエスカレーションポイントを表すことがよくある。 Tier IV（またはレベル4、略してT4またはL4）は、通常、ハードウェアやソフトウェアメーカー(の開発部門)である。 企業のインシデント管理システム内では、メーカーが対応している場合でもインシデントを追跡し続けることが重要であり、サービスレベル契約（SLA）にはこれに関する特定の規定がある場合がある。

## リモートでのコンピューター修理
遠隔地からのコンピューター修復は、リモートデスクトップ接続を介してソフトウェア関連の問題をトラブルシューティングする方法である。 技術者は、インターネット経由でユーザーのデスクトップにアクセスできるようにするソフトウェアを使用する。ユーザーの許可があれば、技術者はユーザーのマウスとキーボードの入力を制御したり、さまざまな診断および修復アプリケーションをユーザーのデスクトップに転送したり、スキャンを実行したり、ウイルス対策プログラムをインストールしたりできる。
オンラインのコンピューターサポートプロバイダーで行われている一般的な修復内容には、コンピューターウイルスとスパイウェアの削除、コンピューターの最適化、 Windowsレジストリの修復、デバイスドライバの問題解決、 Web関連の問題、およびWindowsセキュリティ更新の適用などがある。
通常、遠隔地から修復できるのはソフトウェアだけで、ハードウェア部品（マザーボードやハードディスクなど）が壊れているコンピューターは、ソフトウェアの診断ツールで解決できる場合もあるものの、通常は現場で修理・交換作業を行う必要がある。高可用性・冗長システムでは、部品の障害でシステム全体が使用できなくなるとは限らない。その場合、同等のスタンバイ機器を遠隔地からアクティブ化して、障害のある機器の代わりに使用できる。ただし、バックアップ機器に障害が発生するとシステムが使用できなくことがあり、このようなシナリオでは、現場で最終的に交換作業が必要となる場合がある。